# Eileach an Naoimh
Eileach an Naoimh ist eine schmale, langgestreckte, heute unbewohnte kleine Insel an der Westküste Schottlands. Der Name bedeutet auf deutsch „Felsen des Heiligen“. Sie ist die südlichste der fünf Garvellachs (auch „Isles of the Sea“ genannt), die im Firth of Lorne, südlich der Isle of Mull liegen und administrativ zu der Council Area Argyll and Bute gehören. Die Inselgruppe gehört zu den Inneren Hebriden. Die Garvellachs sind von Tobernorochy auf der Insel Luing aus per Boot zu erreichen. 
In frühchristlicher Zeit wurde hier ein Kloster oder eine Eremitage gegründet. Aus dieser Zeit stammt eine gut erhaltene doppelte Bienenkorbhütte. „Eithnes Grab“ besteht aus einer Einfriedung, die als Grab der Mutter Columbans angesehen wird. Eine der Platten ist eine Cross-Slab. Die kirchliche Versorgung der Insel während des Mittelalters ist durch einen Friedhof mit drei Stein-Kreuzen und zwei kleinen Kapellen belegt. Die älteste ist rechteckig und stammt aus dem 11. oder 12. Jahrhundert. 
„The Harp“ (oder An Clarsach) ist ein natürlicher Felsbogen im Nordteil der Insel auf der steilen Westseite. Im Süden der Insel steht ein 1904 installiertes, im Jahre 2003 automatisiertes Leuchtfeuer.

## Weblinks

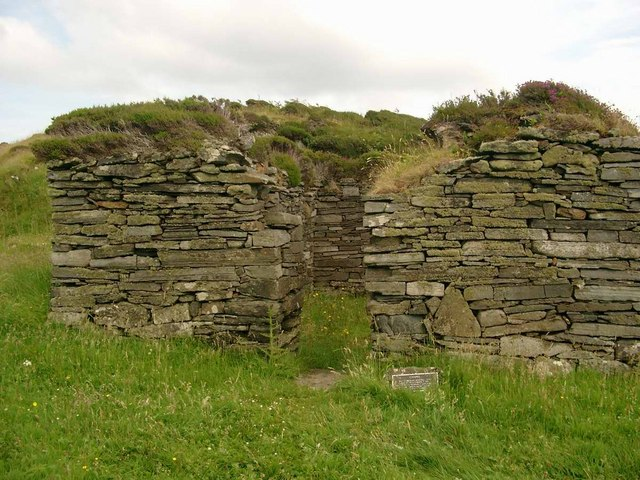
Ruine der Klosterkapelle